# Rubber Soul
Rubber Soul — шестой студийный альбом группы The Beatles, выпущенный 3 декабря 1965 года.
Альбом был записан всего лишь за четыре недели, спешка была обусловлена желанием успеть выпустить альбом к рождественским праздникам. По мнению многих музыковедов, именно с альбома Rubber Soul в творчестве группы начались коренные изменения, которые привели к развитию множества необычных суб-течений в рок-музыке. Например, в песне «Norwegian Wood (This Bird Has Flown)» Джордж Харрисон впервые использовал индийский инструмент ситар, что позже привело к рождению рага-рока — разновидности рок-музыки, в которой ключевую роль играют индийские инструменты.
Название альбома было вдохновлено термином «пластиковый соул», который понравился Полу Маккартни.

## Технические новшества
В альбоме Rubber Soul музыканты The Beatles впервые записали песни, которые исполнялись на сцене с большим трудом ввиду своей технической сложности. Самым ярким примером стала песня Nowhere Man, в записи которой использовалось многократное наложение вокала — на концертах «Nowhere Man» звучала намного проще, чем в альбоме.
На Rubber Soul, впервые за всё время существования Beatles, каждый участник группы внёс свой вклад в качестве автора или соавтора песни. Большая часть песен была традиционно написана Джоном Ленноном и Полом Маккартни, однако впервые в роли композитора попробовал себя Ринго Старр, написавший вместе с Ленноном и Маккартни песню «What Goes On». Джордж Харрисон написал для альбома песни «Think for Yourself» и «If I Needed Someone», которые продемонстрировали растущий талант Харрисона как композитора.
По словам многих критиков, альбом был выполнен на значительно более высоком художественном уровне, чем все их предыдущие работы. Начиная с Rubber Soul, раннее звучание The Beatles все больше уступало более сложным электронным аранжировкам. Ситар, использованный Харрисоном на «Norwegian Wood», также расширил инструментальную базу группы.
В отношении лирики альбом тоже был необычен для The Beatles. Темы ранней любви уступали задумчивости и сомнениям. Более утончённые и даже иногда негативные образы сменили прежние напевы про любовь типа «мальчик-девочка». «Norwegian Wood» — самый яркий тому пример. «Drive My Car» — весёлый сатирический выпад в сторону «женского сексизма». «Girl», «You Won’t See Me» и «I’m Looking Through You» также выражают более эмоционально сложные, несчастливые переживания героев. «Nowhere Man» — первая песня группы, в которой затрагивается не романтическая тема. И наконец, «Run for Your Life» впервые демонстрирует чёрный юмор Джона Леннона, к которому он был всегда склонен.
В 2016-м году Rubber Soul занял 6-е место в опросе читателей Rolling Stone «10 лучших альбомов, спродюсированных Джорджем Мартином».

## Общая информация
Дата выпуска: 3 декабря 1965 (оригинал на пластинке), 30 апреля 1987 (CD-версия, переиздание в цифровом формате).
Положение в британском хит-параде: 1-е место в течение 9 недель подряд с 25 декабря 1965. (CD-версия достигла 60-го места в 1987 году).

## Обложка
Фото на обложке выглядит растянутым не случайно. Пол Маккартни рассказывает историю создания макета в пятой части документального фильма «Антология». Фотограф Боб Фримен показывал группе снятые им ранее в доме Леннона фотографии, проецируя слайды на кусок картона величиной с обложку грампластинки. Когда он показывал фотографию, которая понравилась Битлз, картон завалился назад, и изображение растянулось. Группе очень понравился этот незамысловатый эффект, и решено было напечатать фотографию именно таким образом.
В 2011 году обложка альбома заняла 38-е место в списке лучших обложек альбомов всех времён по мнению читателей интернет-издания Music Radar.

## Список композиций
Музыка и слова всех песен, за исключением отмеченных, написаны дуэтом Леннон — Маккартни.

### Издание в Великобритании
1. «Drive My Car» — 2:25
2. «Norwegian Wood (This Bird Has Flown)» — 2:01
3. «You Won’t See Me» — 3:18
4. «Nowhere Man» — 2:40
5. «Think for Yourself» (Харрисон) — 2:16
6. «The Word» — 2:41
7. «Michelle» — 2:33
8. «What Goes On» (Леннон/Маккартни/Старки) — 2:47
9. «Girl» — 2:30
10. «I’m Looking Through You» — 2:23
11. «In My Life» — 2:24
12. «Wait» — 2:12
13. «If I Needed Someone» (Харрисон) — 2:20
14. «Run for Your Life» — 2:18

### Издание в США
1. «I’ve Just Seen a Face»
2. «Norwegian Wood (This Bird Has Flown)»
3. «You Won’t See Me»
4. «Think for Yourself» (Харрисон)
5. «The Word»
6. «Michelle»
7. «It’s Only Love»
8. «Girl»
9. «I’m Looking Through You»
10. «In My Life»
11. «Wait»
12. «Run for Your Life»

## Участники записи
- Джон Леннон: гитары, вокал и другие инструменты.
- Пол Маккартни: бас-гитара, гитары, фортепиано, вокал и другие инструменты.
- Джордж Харрисон: гитары, ситар, вокал и другие инструменты.
- Ринго Старр: барабаны, ударные, вокал и другие инструменты.
- Джордж Мартин: продюсер, фортепьяно, фисгармония.
- Мэл Эванс: орган Хаммонда